# Франческо Прокопіо дей Кольтеллі
Франческо Прокопіо дей Кольтеллі (справжнє прізвище Куто; 9 лютого 1651, Палермо — 10 лютого 1727, Париж) — французький кулінар і підприємець сицилійського походження, засновник «Кафе Прокіп» — одной з найстаріших кав'ярень в Парижі.

## Ранні роки
Прокопіо Куто народився на Сицилії. Своє прізвище «Куто», співзвучну французькому «couteaux» («ніж»), він згодом змінив на «Кольтелли». Спочатку юнак був рибалкою, як і всі члени його сім'ї. Саме на Сицилії Кольтелли дізнався рецепт джелато, італійського варіанту морозива, з допомогою якого в майбутньому отримав популярність у Франції..

## Кар'єра
Скоріше всього, Кольтеллі навчився майстерності кухаря в Палермо або у Флоренції. Приблизно в 1670-1674 роках він опинився в Парижі, де спочатку приєднався до гільдії виробників лимонаду та інших безалкогольних напоїв. Він працював на вулиці де Турнон і продавав лимонад і каву в магазині, що належав якомусь вірменському емігрантові Паскалю. Коли в 1675 році Паскаль, справи якого йшли не дуже добре, переїхав у Лондон, він залишив свій магазин Кольтеллі. Той незабаром переніс магазин на більш престижне місце на вулиці де-Фоссе Сен-Жермен.
На той час більшість місць, де продавали каву, не мали концепції кав'ярні, а головним продуктом, що там продавався, був лимонад. Перші спроби створення кав'ярні мали місце в 1643-1644 роках в Парижі і Марселі, але вони закінчилися невдачею.

## Кафе «Ле Прокіп»
Відомий вже як Франческо Прокопіо дей Кольтеллі, він відкрив у 1686 році першу кав'ярню у Парижі, котре він назвав «Ле Прокіп» — від французького варіанта свого імені. Місце також часто називали «l'antre» («печера»), оскільки навіть у ясні і сонячні дні там було сумеречно. Для створення кав'ярні Кольтеллі перебудував стару баню. У закладі після реконструкції були кришталеві канделябри, дзеркала на стінах і столи з мармуру. Це робило його інтер'єр схожим на сучасні західні кафе. Вірніше казати, що всі сучасні західні кафе схожі на стародавній «Ле Прокіп».[джерело?]

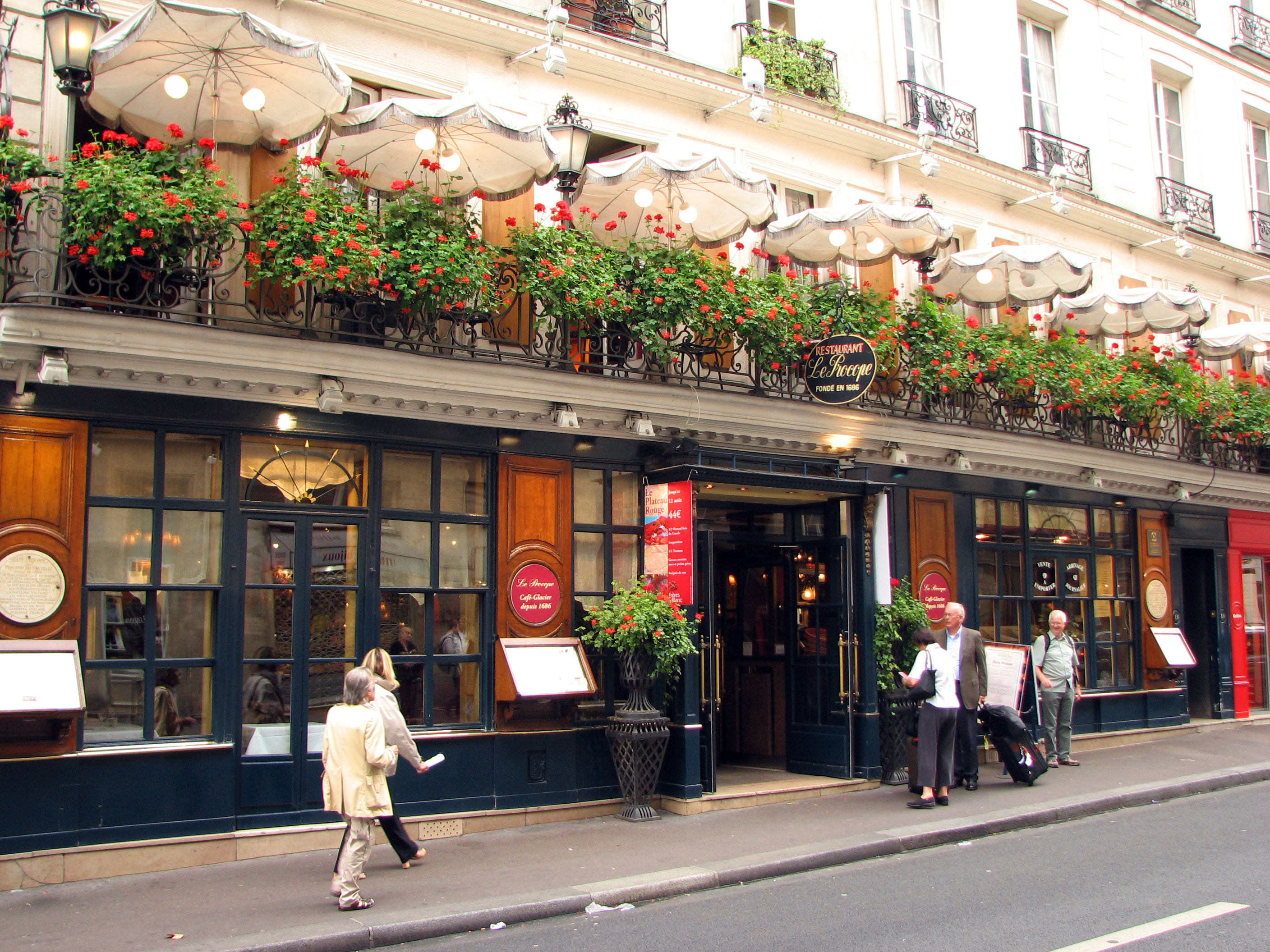
Кафе «Ле Прокіп» — сучасний вигляд.

У своєму закладі Кольтеллі запровадив багато нових винаходів.[яких?] Завдяки використанню солі йому вдалося знизити температуру льоду, що дозволило робити холоднішими ароматні напої, що подавалися клієнтам. Він також застосував на практиці сицилійський рецепт приготування морозива-джелато, заливаючи його лимонним або помаранчевим соком. У кафе «Ле Прокіп» стали подаватися невеликі порцелянові чашки, що були схожі на судки, в яких раніше подавали яйця.
Додатковий успіх кафе «Ле Прокіп» принесло відкриття по сусідству з ним у 1687 році нового театру «Комеді Франсез». Глядачі часто відвідували кафе, розташоване на тій ж вулиці, і невдовзі воно стало одним із найпопулярніших місць у городі. У XVIII—XIX віках кафе «Ле Прокіп» було одним із найважніших центрів інтелектуальної життя міста. Тут збиралися енциклопедисти i політичні діячі часу Великой Французької революції, а також багато французьких письменників XIX віку. Кафе існує досі.
За деякими даними, кафе в XVII і XVIII століттях також користувалося великим успіхом у дуелянтів, яки стрілялися на пустирі неподалік і заходили сюди до і після поєдинку.

## Особисте життя
У 1675 році Прокопіо одружився з Маргарит Круен, у шлюбі з якою в нього було вісім дітей. Після її смерті Прокопіо знову одружився в 1696 році на Ганні Франсуазі Гарньє. У них було четверо дітей. Його третьою дружиною в 1717 році стала Жюлі Пармантье, в шлюбі народилася одна дитина.
У 1686 році Кольтеллі отримав французьке підданство.